# Хавайска патица
Хавайската патица (Anas wyvilliana) е вид птица от семейство Патицови (Anatidae). Видът е застрашен от изчезване.

## Разпространение
Видът е разпространен в САЩ.